# Павлова Віра Петрівна
Павлова Віра Петрівна (19 серпня 1928 року) — український географ-картограф, кандидат географічних наук, доцент Київського національного університету імені Тараса Шевченка.

## Біографія
Народилась 19 серпня 1928 року в Петрозаводську, Росія. Закінчила у 1951 році Київський університет кафедру геодезії та картографії, у 1954 році аспірантуру університету. У 1951—1991 роках викладала на кафедрі, з 1960 доцент. Розробила методику спеціальних курсів з топографії, картографії, картознавства, історії картографії, теоретичних основ картографії, тематичних карт. Кандидатська дисертація під науковим керівництвом професора А. С. Харченко «Картографічне дослідження території України (історичний огляд)» захищена у 1955 році. У 1950-х брала участь у розробці і складанні 2 карт для комплексного Атласу Бориспільського району Київської області. Проводила дослідження у 1957—1966 роках в галузі історичної картографії, присвячені території України на вітчизняних та іноземних картах XVI-XVII сторіч, картографуванню держави у XVIII і XIX століттях, територіям Західної України до 1939 року. Результати регулярно публікувалися в Українському історичному журналі. Брала участь у створенні атласу природних умов та природних ресурсів України, створила карту «Дослідження ґрунтів» у розділі «Ґрунти» в 1978 році. Проводила дослідження старих карт як важливих джерел історичної географії України із позиції розвитку картографічних ідей та методів. Брала участь 1980—1990 роках у створенні «Історико-географічного атласу Києва», шкільно-краєзнавчих атласів Черкаської та Кіровоградської областей.

## Наукові праці
Автор понад 70 наукових праць, 16 увійшли до 2 видань Української радянської енциклопедії, 12 до Географічної енциклопедії України. Основні праці:
1. Картографічне вивчення території західних областей України в період до воз'єднання їх з Радянською Україною. — К., 1960. Випуск 3.
2. (рос.) Карты изученности почв Украины для атласа природных условий и естественных ресурсов Украинской ССР. Комплексное картографирование производительных сил Украинской ССР. — К., 1967.
3. (рос.) Развитие на Украине высшего картографического образования. — К., 1971.
4. На картах — Україна // Кур'єр ЮНЕСКО, 1991. № 8. (у співавторстві).